# Stolnica sv. Štefana, Dunaj
Stolnica sv. Štefana (nemško Stephansdom) je matična cerkev Nadškofije Dunaj in sedež dunajskega nadškofa, kardinala Christopha Schönborna, OP. Današnja delno  romanska in restavrirana gotska oblika cerkve na Stephanplatzu, je začela rasti po naročilu vojvode Rudolfa IV. (1339–1365). Stolnica, močno prenovljena po 1945, stoji na ruševinah dveh predhodnih cerkva, od katerih je bila prva župnijska zgrajena leta 1147. Velja za najpomembnejši verski objekt v Avstriji in je bila priča mnogim pomembnim dogodkom v habsburški in avstrijski zgodovini. Ima novo streho iz vzorčastih keramičnih strešnikov, z visokim stolpom je   najbolj prepoznaven objekt v veduti mesta.

## Zgodovina
Območje, ki ga je pozneje zasedla stolnica svetega Štefana, je ležalo vzhodno od rimskega legijskega taborišča Vindobona na območju canabae legiones, predmestja tabora. Tabor je bil od 1. do 3. stoletja obkrožen z zgradbami in ulicami, vendar so ga v 3. in 4. stoletju zamenjali grobovi in grobnice. Na območju Železnega stebra JZ od cerkve so bila 1690 znova odkrita grobišča.
Do srede 12. stoletja je Dunaj postal pomembno središče germanske poselitve in štiri obstoječe cerkve, vključno z eno samo župnijsko cerkvijo, niso več zadovoljevale mestnih verskih potreb. Leta 1137 sta passavski škof Reginmar in mejni grof Leopold IV. podpisala Mauternsko pogodbo, ki je Dunaj prvič navedla kot civitas. Omenili so tudi župnijske pravice, kar je škofu omogočilo, da je zgradil zunaj takratnega mesta cerkev, posvečeno sv. Štefanu, zavetniku škofije v Passau. V skladu s pogodbo je mejni grof Leopold IV. od škofa dobil tudi razširjeno ozemlje čez mestno obzidje, z izjemo ozemlja, dodeljenega novi župnijski cerkvi, ki bo sčasoma postala stolnica svetega Štefana. Čeprav je veljalo, da je bila zgrajena na prostem pred mestnim obzidjem, je bila nova župnijska cerkev dejansko zgrajena na pokopališču iz antičnih rimskih časov. Izkopi za ogrevalni sistem so leta 2000 razkrili grobove 2,5 metra pod površjem. Ti so bili s karbonsko datacijo umeščeni v 4. stoletje. To odkritje morda kaže, da je bila na tem mestu še starejša verska zgradba kot je cerkev sv. Ruperta, ki velja za najstarejšo cerkev na Dunaju.
Delno zgrajena romanska cerkev, ustanovljena leta 1137 po Mauternski pogodbi, je bila leta 1147 slovesno posvečena svetemu Štefanu v navzočnosti Konrada III. Nemškega, škofa Otisa iz Freisinga in drugih nemških plemičev, ki naj bi se podali na drugi križarski pohod. Prva cerkev je bila dokončana leta 1160. Večje obnove in širitve ter rekonstrukcije so se vrstile do leta 1511. Projekti  se s popravili in obnovami nadaljujejo do danes. 
Od leta 1230 do 1245 se je prvotna romanska zgradba razširila proti zahodu; iz tega obdobja izhaja današnja zahodna pročelna stena in robna romanska stolpa. Leta 1258 pa je velik požar uničil velik del prvotne stavbe. Nad ruševinami stare cerkve so pod novim vladarjem Otokarjem II. Přemislom postavili večjo nadomestno strukturo, prav tako romansko v slogu in ponovno uporabili oba stolpa ter jo posvetili 23. aprila 1263. Obletnica tega drugega posvečenja vsako leto obeležujejo z redkim zvonjenjem zvona Pummerin; tri minute zvečer. Leta 1276 je izbruhnil še en požar, ki je poškodoval kor, vendar ni vplival na zahodno pročelje in zahodno galerijo. Zahodno pročelje je še vedno ohranjeno in ga sestavljata dva t.i. Poganska stolpa in med njima Velika vrata. Poganska stolpa lahko izvirata iz kamnov, ki so prihajali iz starodavnih rimskih ruševin, morda iz dveh predstav nekrščanskih simbolov plodnosti falusa in vulve, ki kronata dva stebra zahodne stene pod stolpoma. Po legendi ime Velika vrata temelji na velikanski mamutovi kosti, obešeni nad vrati ali velikanu, ki je pomagal pri gradnji. Nad vrati je bila cesarska empora s sedežem, podobnim stolu Karla Velikega v Aachnu.
Leta 1304 je kralj Albert I. naročil, da naj se na vzhodni strani cerkve pozida gotski triladijski kor, ki bo dovolj širok, da zapolni starejšo prečno ladjo ali transept. Pod sinom, vojvodom [Albert II. Avstrijski|Albertom II.]] so nadaljevali delo na Albertinskem koru, ki je bil leta 1340 posvečen ob 77-letnici prejšnje posvetitve. Glavni oltar v jedru prezbiterija je posvečen sv. Štefanu in Vsem svetnikom, severni in južni večji oltar pa sta posvečena Mariji in apostolom. Cerkev ima dodatno vrsto stranskih in robnih oltarjev. Vojvoda Rudolf IV., sin Alberta II., je znova razširil kor za povečanje dunajskega verskega vpliva. 7. aprila 1359 je Rudolf IV. postavil temelj za gotski prizidek Albertinskega kora na zahodu v bližini sedanjega južnega stolpa. Ta širitev bi naj sčasoma zajela celotno staro cerkev. Leta 1430 so ob širitvni cerkve del zidov starega svetišča odstranili. Južni stolp je bil dokončan leta 1433, oboke ladje so delali od 1446 do 1474. Temelj severnega stolpa je bil postavljen leta 1450, gradnja pa se je začela z mojstrom Lorenzom Spenningom, vendar je bila njegova gradnja opuščena, ko so se večja dela na stolnici leta 1511 nehala.
Leta 1365, samo šest let po začetku gotskega prizidka Albertinskega kora, Rudolf IV. ni upošteval statusa svetega Štefana kot zgolj župnijske cerkve in domnevno ustanovil kapitelj kanonikov, ki ustreza veliki stolnici. Ta korak je bil le prvi korak pri izpolnitvi dolgotrajne želje Dunaja, da bi pridobil svojo škofijo; leta 1469 je cesar Friderik III. vplival na papeža Pavla II., da je Dunaju podelil posebno škofijo, škofa pa je  imenoval cesar. Kljub dolgoletnemu odporu passavskih škofov, ki niso želeli izgubiti nadzora nad območjem, je bila dunajska škofija kanonično ustanovljena 18. januarja 1469, stolnica sv. Štefana pa je bila matična cerkev. Leta 1722, v času vladavine Karla VI., jo je papež Inocenc XIII. povzdignil v nadškofijo.
Med drugo svetovno vojno so stolnico rešili pred namernim uničenjem med umikom nemških sil, ko stotnik Wehrmachta Gerhard Klinkicht ni upošteval ukazov mestnega poveljnika "Seppa" Dietricha, da »naj izstrelijo sto granat in jo pustijo v ruševinah in pepelu.« Pred tem je bila med bombardiranji cerkev močno poškodovana. 12. aprila 1945 so civilni roparji podtaknili požare v bližnjih trgovinah, ko je sovjetska armada vstopila v mesto. Veter je ogenj zanesel v stolnico, kjer je močno poškodoval streho, zaradi česar se je zrušila. Na srečo so opečne zaščite, zgrajene okoli prižnice, grobnice Friderika III. in drugih zakladov, zmanjšale škodo na najdragocenejših umetninah. Rollingerjevih kornih klopi, izrezljanih leta 1487, ni bilo mogoče rešiti. Obnova se je začela takoj po vojni, z delnim ponovnim odprtjem 12. decembra 1948 in popolnim ponovnim odpiranjem 23. aprila 1952.

## Zunanjost
Cerkev je bila posvečena svetemu Štefanu, tudi zavetniku škofovske stolnice v Passauu in tako je bila na njegov praznični dan 26. decembra usmerjena proti sončnemu vzhodu, kot je bilo v letu, ko se je gradnja začela. Stolnica je zgrajena iz apnenca, dolga je 107 metrov, široka 40 metrov in najvišja 136 m. Skozi stoletja so jo saje in druge oblike onesnaževanja zraka, ki se nabirajo na cerkvi, obarvale v črno, vendar so nedavni obnovitveni projekti znova vrnili nekatere dele stavbe v prvotno barvo kamnitih zidov.

### Stolpi
Stolp je visok 136 metrov in ga prebivalci mesta ljubkovalno imenujejo "Steffl" (pomanjšava 'Štefan'), masiven južni stolp stolnice je njegova najvišja točka in prevladujoča značilnost dunajskega obzorja. Njegova gradnja je trajala 65 let, od 1368 do 1433. Med obleganjem Dunaja leta 1529 in ponovno med bitko za Dunaj leta 1683 je služil kot glavno opazovalno in poveljniško mesto za obrambo obzidanega mesta, vsebuje pa celo stanovanje za stražarje, ki so do leta 1955 ponoči oskrbovali stolp in zvonili na zvonove, če so v mestu opazili požar. Na vrhu stolpa stoji cesarski dvojni orel z grbom rodbine Habsburško-Lotarinške na prsih, presežen z dvokapnim apostolskim križem, ki se nanaša na apostolsko veličanstvo, carski slog ogrskih kraljev. Ta emblem je nadomestil prejšnji polmesec in šestkraki zvezdni emblem. Izvirni grb, pa tudi nekaj poznejših, je danes mogoče videti v dunajskem mestnem muzeju.
Severni stolp je bil prvotno mišljen kot zrcalna podoba južnega stolpa, vendar se je oblikovanje izkazalo za preveč ambiciozno, saj se je doba gotskih stolnic bližala koncu, gradnja pa je bila ustavljena leta 1511. Leta 1578 je bil stolp dopolnjen z renesančno kapico, ki so jo Dunajčani poimenovali 'vodni stolp'. Stolp zdaj stoji visok 68 metrov, kar je približno polovico višine južnega stolpa.
Glavni vhod v cerkev nosi ime Velika vrata ali Riesentor, ki se nanaša na stegnenico mastodona, ki je visela nad njimi desetletja, potem ko so ga leta 1443 odkopali, ko so kopali temelje severnega stolpa. Timpanon nad velikanskimi vrati prikazuje Kristusa Pantokratorja, ki ga obdajata dva krilata angela, na levi in desni strani pa sta rimska stolpa ali Heidentürme, ki sta visoka približno 65 metrov. Ime stolpov izhaja iz dejstva, da sta bila zgrajena iz ruševin starih struktur, ki so jih Rimljani zgradili (nemško Heiden, kar pomeni ajdi ali pogani) med okupacijo območja. Kvadrat ob vznožju in osmerokotna nad strešno črto sta prvotno imela zvonove; tisti v južnem stolpu so bili izgubljeni med drugo svetovno vojno, severni stolp pa ostaja operativen zvonik. Rimska stolpa sta skupaj z Velikimi vrati najstarejši deli cerkve.

### Streha
Slava stolnice svetega Štefana je njena okrašena, bogato obarvana streha, dolga 111 metrov in prekrita z 230.000 glaziranimi ploščicami. Nad korom na južni strani stavbe ploščice tvorijo mozaik dvoglavega orla, ki je simbol cesarstva, ki mu je z Dunaja vladala rodbina Habsburg. Na severni strani sta upodobljena grba mesta Dunaj in Republike Avstrije. Leta 1945 je požar, ki ga je povzročila škoda v drugi svetovni vojni na bližnjih zgradbah, skočil na severni stolp stolnice in uničil leseni okvir strehe. Ponašanje prvotne opornice za tako veliko streho (dviga se 38 metrov nad tlemi) bi bilo stroškovno omejujoče, zato je bilo namesto tega uporabljenih več kot 600 metričnih ton oplemenitenja jekla. Streha je tako strma, da jo dovolj očisti samo dež in jo redko prekriva sneg.

### Zvonovi
Skladatelj Ludwig van Beethoven je odkril celotno svojo gluhost, ko je videl ptice, ki so letale iz zvonika zaradi zvonjenja zvonov, vendar zvokov ni mogel slišati. Stolnica sv. Štefana ima skupno 22 zvonov. Največji je uradno poimenovan po Sveti Mariji, običajno pa se imenuje Pummerin in visi v severnem stolpu. Z 20.130 kilogrami je največji v Avstriji in drugi največji nihajni zvon v Evropi po 23.500 kg težkem Petru v kölnski stolnici. Prvotno ulit leta 1711 iz 300 topov, zajetih muslimanskim napadalcem med drugim turškim obleganjem Dunaja, je bil prenovljen (delno iz svoje prvotne kovine) leta 1951, potem ko je strmoglavil na tla med požarom 1945, ko je zgorela njegova lesena konstrukcija. Novi zvon ima premer 3,14 metra in je bil darilo pokrajine Zgornja Avstrija. Vsako leto se sliši le nekaj posebnih priložnosti, vključno s prihodom novega leta. V tem stolpu sta tudi dva (prej trije) starejša zvonova, ki se ne uporabljata več: Kleine Glocke ('majhen zvon', 62 kg), ki je bil odlit okoli 1280; Speisglocke ('zvonec za večerjo', 240 kg) je iz leta 1746 in Zügenglocke ('procesijski zvon', 65 kg) ulit leta 1830. Kleine Glocke je bil leta 2017 obnovljen v livarni Grassmayr v Innsbrucku in preusmerjen v severni rimski stolp.
V dvigajočem se južnem stolpu visi šopek enajstih zvonov z električnim pogonom, ki je bil odlit leta 1960. Zamenjava za druge starodavne zvonove, izgubljene tudi v požaru leta 1945, uporabljajo se pri mašah v stolnici: štirje se uporabljajo za navadno mašo, količina se poveča na kar deset za večjo praznično mašo, enajsti in največji pa se doda, ko je prisoten dunajski nadškof kardinal. Od največjih do najmanjših jih imenujejo sv. Štefan (5700 kg), sv. Leopold (2300 kg), sv. Kristofer (1350 kg), sv. Leonard (950 kg), sv. Jožef (700 kg), sv. Peter Canisius (400 kg), sv. Pij X. (280 kg), vsi svetniki (200 kg), sv. Klement Maria Hofbauer (120 kg), sv. Mihael (60 kg) in sv. Tarsicij (35 kg). Tudi v tem najvišjem stolpu sta Primglocke (prenovljen leta 1772) in Uhrschälle (ulit leta 1449), ki označujeta minute.
Na severnem rimskem stolpu je šest zvonov, od katerih so bili leta 1772 odstranjeni štirje, namenjeni večernim molitvam in plačanim pogrebom. Delujoči zvonovi in njihova imena po navadi spominjajo na prvotno uporabo: Feuerin ('požarni alarm', ki se zdaj uporablja kot poziv k večernim molitvam) in je bil ulit leta 1879, Kantnerin (kliče kantavtorje (glasbenike) k maši), Feringerin (uporablja se za velike maše ob nedeljah), Bieringerin ('pivsko zvonjenje' za zadnji klic v gostilnah), Uboge duše (pogrebni zvon), Churpötsch (ki ga je darovala lokalna kurija v čast ikone Marije Pötsch) in Kleine Glocke (ulit leta 1280 in je najstarejši zvon v stolnici).

### Oprema na zunanjih stenah
V srednjem veku so imela večja mesta svoj nabor mer in javna dostopnost teh standardov je gostujočim trgovcem omogočala spoštovanje lokalnih predpisov. Uradna dunajska standardna dolžina ell - dve kovinski palici - za preverjanje mere različnih tipov tkanin, je vgrajena v zid stolnice, levo od glavnega vhoda. Na levi strani nad ellom je v zidu krožna vdolbina, ki je po legendi služila kot merilo štruce hleba. V resnici je šlo le za poslabšanje pritrditve vrat, saj so bila glavna vrata stolnice do druge polovice 19. stoletja zaprta z rokoko rešetko, ki so se odpirala navzven in bila pritrjena s kavlji na zunanji steni. Na desni strani vrat je krog enake velikosti, na katerem je razvidno iz kovinskih ostankov na sredini, da je bil pritrjen kavelj.
Spominska plošča podrobno prikazuje odnos Wolfganga Amadeusa Mozarta s stolnico, vključno z dejstvom, da je bil tik pred smrtjo tukaj imenovan za samostojnega glasbenega direktorja. To je bila njegova župnijska cerkev, ko je živel v Figaro haus in je bil tukaj poročen, dva njegova otroka sta bila tukaj krščena, pogreb pa je potekal v kapeli Križa v notranjosti.
Ob vhodu v katakombo je Capistranova, prižnica (zdaj na prostem), iz katere sta sveti Johan Capistrano in madžarski general Johan Hunyadi leta 1456 pridigala križarjem, da bi odvrnili muslimanske vdore v krščansko Evropo. Baročni kip iz 18. stoletja prikazuje frančiškanskega brata pod ekstravagantnim sončnim žarkom, ki udriha po pretepenem Turku. To je bila prvotna prižnica stolnice v notranjosti, dokler je leta 1515 ni nadomestila prižnica Niclaesa Gerhaerta van Leydena. 
Kristusovo figuro, ki jo Dunajčani ljubkovalno poznajo kot Kristus z zobobolom, zaradi trpečega izraza obraza, razna spominska obeležja iz časa, pokopališče in pred kratkim obnovljeno sončno uro iz 15. stoletja na ločnem oporniku, je mogoče videti v jugozahodnem kotu.

## Notranjost

### Oltarji
Glavni del cerkve vsebuje 18 oltarjev, v več v različnih kapelah. Visoka oltarja (HA) in Wiener Neustädter Oltar (WNA) sta najbolj znana.
Prva osrednja točka vsakega obiskovalca je oddaljen visoki oltar, zgrajen v sedmih letih od 1641 do 1647 kot del prve prenove stolnice v baročnem slogu. Oltar je postavil Tobias Pock v režiji dunajskega škofa Filipa Friedricha Grafa Breunerja z marmorjem iz Poljske, Štajerske in Tirolske. Visoki oltar predstavlja kamenjanje zavetnika cerkve svetega Štefana. Uokvirjen je s figurami zavetnikov iz okoliških krajev - svetniki Leopold, Florijan, Sebastijan in Rohus - in nadgrajen s kipom svete Marije, ki pritegne pogled gledalca do neba, kjer Kristus čaka Štefana (prvega mučenika), da se dvigne.
Oltar Wiener Neustädter na čelu severne ladje je leta 1447 naročil cesar Friderik III., katerega grobnica je v nasprotni smeri. Na predeli je njegov znameniti A.E.I.O.U. podpis. Friderik jo je naročil za cistercijansko opatijo Vetrinj (Stift Viktring) (v bližini Celovca), kjer je ostal, dokler ni bila opatija leta 1786 zaprta kot del protiklerikalnih reform cesarja Jožefa II. Nato so ga poslali v cistercijanski samostan svetega Bernarda Clairvauxa (ustanovil ga je cesar Friderik III.) v Dunajskem novem mestu (Wiener Neustadt), nazadnje pa so ga leta 1885 prodali stolnici svetega Štefana, ko je bil samostan v Wiener Neustadt zaprt po združitvi s samostanom Heiligenkreuz.
Wiener Neustädter Oltar je sestavljen iz dveh triptihov, zgornji je štirikrat višji od spodnjega. Ko se odprejo spodnje plošče, se razkrije gotska rešetka nekdanjega relikviarija nad oltarjem. V delovnih dneh se štiri plošče zaprejo in prikažejo dolgočasno poslikan prizor z 72 svetniki. V nedeljo se odprejo plošče, na katerih so pozlačene lesene figure, ki prikazujejo dogodke iz življenja Device Marije. Restavriranje se je začelo ob njegovi 100. obletnici, leta 1985 in je trajalo 20 let, delalo je 10 restavratorjev umetnosti, 40.000 človeških ur, stalo je 1,3 milijona evrov, predvsem zaradi velike površine 100 kvadratnih metrov.

### Ikona Máriapócs
Ikona Marije iz Pötscha je ikona svete Marije z otrokom Jezusom v bizantinskem slogu. Ikona je dobila ime po madžarskem bizantinskem katoliškem svetišču Máriapócs (izgovorjeno Poach), od koder je bila prinesena na Dunaj. Na sliki je prikazana Devica Marija, ki kaže na otroka (označuje On je pot) in otroka, ki ima rožico s tremi stebli (ki simbolizira Sveto Trojico) in nosi okoli vratu pradavni križ. Ikono 50 x 70 cm je naročil leta 1676 slikar István Papp László Csigri ob izpustitvi kot vojnega ujetnika pred Turki, ki so takrat vdrli na Madžarsko. Ker Csigri ni mogel plačati 6-forintov pristojbine, je ikono kupil Lőrinc Hurta, ki jo je podaril cerkvi v Pócs.
Po trditvah dveh čudežnih incidentov leta 1696 z materjo na sliki, ki naj bi točila resnične solze, jo je cesar Leopold I. ukazal pripeljati v stolnico svetega Štefana, kjer bi bila varna pred muslimanskimi vojskami, ki so še vedno nadzirale večji del Madžarske. Po prihodu po zmagoslavnem petmesečnem potovanju leta 1697 je cesarica Eleonora Magdalena zanjo naročila čudovit pokrov Rosa Mystica in ogrodje (zdaj eno izmed več), cesar pa je osebno naročil ikono postaviti blizu Visokega oltarja, kjer je vidno stala od 1697 do 1945. Od takrat je bila v drugačnem okviru, nad oltarjem pod srednjeveškim kamnitim baldahinom v bližini jugozahodnega vogala ladje - kjer številne goreče sveče kažejo na obseg čaščenja, zlasti Madžarov. Po prihodu slike ni bilo več videti joka, temveč so ji pripisani drugi čudeži in odgovarjajoče molitve, vključno z zmago princa Eugena Savojskega nad Turki pri Zenti nekaj tednov po namestitvi ikone v stolnici.
Prebivalci Pócsa so želeli, da bi se njihova sveta čudežna slika vrnila, a jim je cesar namesto nje poslal kopijo. Od tedaj poročajo, da je kopija jokala resnične solze in delala čudeže, zato je vas spremenila ime iz Pócs v Máriapócs in postala pomembno romarsko mesto .

### Prižnica
Kamnita prižnica je mojstrsko delo poznogotskega kiparstva. Danes velja za delo Niclaesa Gerhaerta van Leydena, dolgo pa je bila pripisana Antonu Pilgramu. Da bi verniki bolje slišali lokalno jezikovno pridigo, prižnica stoji ob stebru zunaj v ladji, namesto pri koru.
Strani prižnice izbruhnejo kot stilizirani cvetni listi s stebla, ki jo podpira. Na teh gotskih cvetnih listih so reliefni portreti štirih izvirnih cerkvenih učiteljev (Avguštin iz Hipona, Ambrož Milanski, sv. Gregor Veliki in Sveti Hieronim), vsak od njih v enem od štirih različnih temperamentov in v enem od štirih različnih življenjskih obdobij. Na ograji stopnišča, ki se ukrivi skozi steber od tal do prižnice, so fantastični okraski krastač in kuščarjev, ki se grizejo med seboj, kar simbolizira boj dobrega proti zlu. Na vrhu stopnic kamniti kužek ščiti pridigarja pred vsiljivci.
Pod stopnicami je eden najljubših simbolov stolnice: kamnit avtoportret neznanega kiparja, ki bulji (nemško gucken) skozi okno (nemško fenster) in po tem znan kot Fenstergucker. Dleto v motivu osebe in kamnoseško znamenje na ščitu nad oknom sta sprožila ugibanja, da bi lahko šlo za avtoportret kiparja.

### Kapele
V stolnici svetega Štefana je več formalnih kapelic:
- Kapela svete Katarine, v dnu južnega stolpa, je krstna kapela. Štirinajststranski  krstilnik je bil dokončana leta 1481, pokrov pa je bil prej akustična streha nad znano prižnico v glavni cerkvi. Njegova marmorna osnova prikazuje štiri evangeliste, v nišah bazena pa dvanajst apostolov, Kristus in sveti Štefan.
- Kapela svete Barbare v vznožju severnega stolpa se uporablja za meditacijo in molitev.
- Kapela sv. Eligija v jugovzhodnem kotu je odprta za molitev. Oltar je posvečen svetemu Valentinu, katerega truplo (eno od treh, ki ga hranijo različne cerkve) je v drugi kapeli, zgoraj.
- Kapela sv. Jerneja nad kapelo sv. Eligija je bila nedavno obnovljena.
- Kapela Križa na severovzhodnem vogalu hrani grob princa Eugena Savojskega v oboku, ki vsebuje 3 krste in srčno urno, pod masivno kamnito ploščo z železnimi obroči. Pogreb Mozarta se je zgodil tukaj 6. decembra 1791. Brada na križanim Kristusom nad oltarjem je iz pravih las. Kapela ni odprta za javnost.
- Kapela sv. Valentina nad kapelo Križa je sedaj mesto na stotine relikvij, ki pripadajo Štefanu, vključno s kosom prta iz Zadnje večerje. V veliki skrinji so kosti svetega Valentina, ki so jih pred približno stoletjem preselili iz sedanje kapiteljske dvorane, ki je južno od Visokega oltarja.

### Grobnice, katakombe in kripte
Stolnica je že od svojih najstarejših dni obdana s pokopališči iz rimskih časov in je zavetje trupel znamenitih prebivalcev in drugih. Vedno je bilo čast biti pokopan v cerkvi, blizu fizične prisotnosti svetnikov, katerih relikvije so tam ohranjene. Tisti manj častni so bili pokopani v bližini cerkve, a zunaj nje.
Znotraj stolnice so grobnice princa Eugena Savojskega, poveljnika cesarskih sil med vojno za špansko nasledstvo v kapeli Križa (severozahodni vogal stolnice) in svetega rimskega cesarja Friderika III., pod vladanjem katere je bila dunajska škofija kanonično vzpostavljena 18. januarja 1469 v Apostolskem koru (jugovzhodni vogal stolnice).
Gradnja groba cesarja Friderika je trajala več kot 45 let, začenši pa 25 let pred njegovo smrtjo. Impresivni sarkofag je izdelan iz nenavadno rdečega kamna podobnega marmorju, ki so ga našli v kamnolomu Adnet. Izdelal ga je Niclaes Gerhaert van Leyden, na pokrovu nagrobnika prikazuje cesarja Frederika v svojih regalijah, obkrožen z grbi vseh njegovih oblasti. Telo grobnice ima 240 kipov in je slava srednjeveške kiparske umetnosti.
Ko so leta 1735 zaradi izbruha bubonske kuge zaprli kostnico in osem pokopališč ob bočni in zadnji steni stolnice, so kosti prenesli v katakombe pod cerkvijo. Pogrebi neposredno v katakombah so se vršili do leta 1783, ko je nov zakon prepovedal večino pokopov znotraj mesta. Posmrtni ostanki več kot 11.000 oseb so v katakombah (ki jih je mogoče obiskati).
V kleti stolnice so tudi kripte škofov, proštov in vojvod. Najnovejši pokop v škofovi kripti, dokončan leta 1952 pod južnim korom, je bil 98-letni kardinal Franz König leta 2004. Prošti stolnice so pokopani v drugi sobi. Drugi člani stolničnega kapitlja so zdaj pokopani v posebnem oddelku v Zentralfriedhofu
Vojvodska kripta pod prezbiterijem hrani 78 bronastih posod s telesi, srci ali organi 72 članov habsburške rodbine. Pred smrtjo leta 1365 je vojvoda Rudolf IV. naročil kripto, ki je bila zgrajena za njegove ostanke v novi stolnici, ki jo je naročil. Do leta 1754 je bila majhna pravokotna komora prenatrpana z 12 sarkofagi in 39 žarami, zato se je območje razširilo z ovalno komoro, ki je bila dodana na vzhodni konec. Leta 1956 sta bili izvedeni dve prenovi, vsebina pa preurejena. Sarkofaga vojvode Rudolfa IV. in njegove žene sta bila postavljeni na podstavek in 62 žar, ki so vsebovale organe, so bile iz dveh vrst polic okoli nove komore premaknjene v prvotne omare.

### Orgle
Stolnica svetega Štefana ima staro tradicijo orgel. Prve orgle se omenja leta 1334.  Po požaru leta 1945 je Michael Kauffmann leta 1960 dokončal velike orgle s 125 registri in 4 manuali, financirane z javnimi donacijami.  Leta 1991 je avstrijska družba Rieger obnovila orgle na prevski empori. So mehanske, s 56 registri in 4 manuali. 

## Zaščita in obnova
Ohranjanje in popravilo srednjeveške stolnice je bil v stolnici svetega Štefana neprekinjen proces že od prvotne gradnje leta 1147.
Porozni apnenec je izpostavljen vremenskim vplivom, vendar bi obloga s tesnilnim sredstvom, kot je silikon, preprosto zaprla vlago v kamen in povzročila, da bi se hitreje pokvaril, ko bi voda zmrznila. Stalni Dombauhütte (gradbeni oddelek) uporablja najnovejše znanstvene tehnike (vključno z laserskim čiščenjem občutljivih lastnosti na kamnoseštvu) in preiskuje postopek, ki bi vdolbine znotraj kamna prepojil z nečim, kar bi preprečilo, da bi vanj pronicala voda.
Trenutno najbolj viden projekt sanacije je večletna prenova visokega južnega stolpa, za katerega so postavljeni odri. Pristojbine za oglaševanje na in ob gradbenem odru so nadomestile nekatere stroške dela, vendar je bil koncept takšnega oglaševanja sporen in je bil ukinjen. Od decembra 2008 je bila večina obnov na južnem stolpu končana, večina odrov pa odstranjena.
Sistematično čiščenje notranjosti poteka postopoma okrog sten, obnavlja se tudi zunanji relief Kristus v vrtu Getsemani. Po letu 2000 je bil končan večji projekt, na katerega so obiskovalci in verniki v stolnici svetega Štefana čakali od leta 1147: boljše ogrevanje cerkve pozimi. Prejšnji sistemi, vključno s kamini, so na umetnino le naložili saje in maščobe, novi sistem pa uporablja aparate na več različnih lokacijah, tako da je malo gibljivega pretoka zraka za prenos škodljivih delcev. Cerkev je zdaj ogreta na približno 10 ° C.
Nekatere arhitekturne risbe izvirajo iz srednjega veka in so na papirju dolge 15 čevljev in preveč krhke. Laserske meritve starodavne stolnice so zdaj narejene tako, da obstaja digitalni tridimenzionalni virtualni model v njenih računalnikih, podrobni sodobni načrti pa se lahko prikažejo po volji. Ko je treba popravljeno kamnino popraviti ali zamenjati, računalniški sistem lahko ustvari modele v velikosti, s katerimi bo na delavnicah na kraju samem usmeril devet polnoletnih kamnosekov na severno steno stolnice.
29. marca 2014 je 37-letni ganski iskalec azila poškodoval notranjost stolnice, tako da je iz njenega marmornega podstavka odrinil kip svetega Jude Tadeja.

## Stephansdomv popularni kulturi
Kot znamenitost Dunaja je stolnica sv. Štefana predstavljena v medijih, vključno s filmi, video igrami in televizijskimi oddajami. Sem spadata filma Tretji človek/The Third Man in Burnout 3. Stolnica je upodobljena tudi na avstrijskih evrskih kovancih za 10 centov in na embalaži poslastice Manner-Schnitten. Dunajska nadškofija je podjetju Manner dovolila, da je stolnico uporabil kot svoj logotip v zameno za financiranje plač enega kamnoseka, ki je opravil popravila na stolnici.  Leta 2008 je Sarah Brightman izvedla koncert s promocijo svojega zadnjega albuma Symphony, ki je bil posnet za televizijsko oddajo in nadaljnjo izdajo DVD-ja konec septembra.